# Ismail ibn Musa Menk

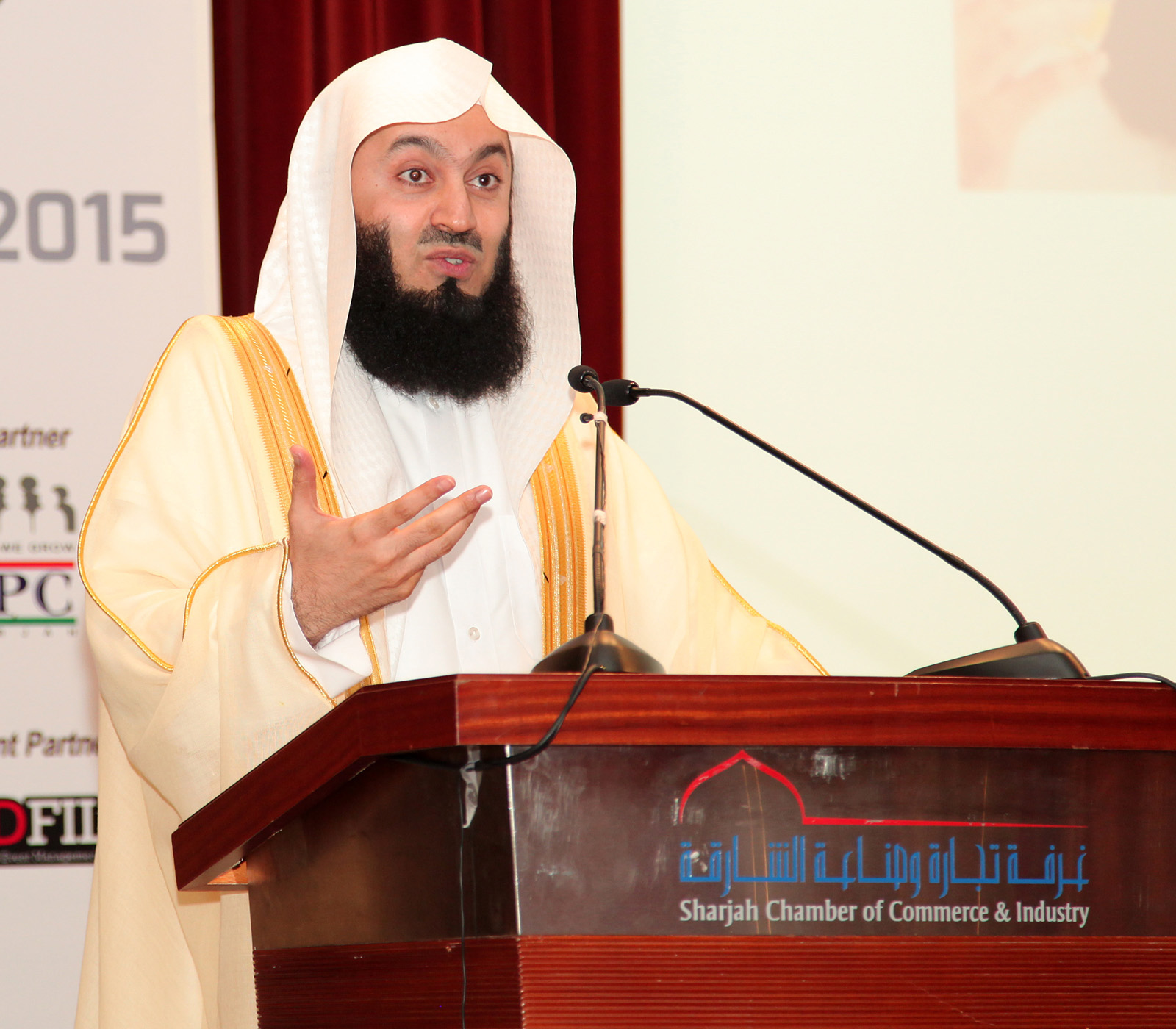

Ismail ibn Musa Menk, também conhecido como Mufti Menk (27 de junho de 1975), é um clérigo muçulmano e grão-mufti do Zimbábue. Ele é também o chefe do departamento fatwa do Conselho de Estudiosos Islâmicos do Zimbábue.
Ele foi nomeado um dos 500 muçulmanos mais influentes do mundo pelo Instituto Real Aal al-Bayt para o Pensamento Islâmico na Jordânia em 2013, 2014 e 2017. Em 2018 ele publicou uma coletânea dos seus ditos como um livro intitulado Motivational Moments e em 2019 publicou a segunda edição, intitulada Motivational Moments 2.

## Biografia
Ele se opõe ao terrorismo e prometeu ajudar na contenção do extremismo religioso nas Maldivas. Em 31 de março de 2018, ele instou os muçulmanos liberianos a evitarem a violência entre muçulmanos e cristãos, argumentando que muçulmanos e cristãos são irmãos e irmãs de um pai, o profeta Adão. Ele culpa a mídia ocidental por enganar o mundo de que os muçulmanos são geralmente terroristas. De acordo com a Gulf News, Menk disse que todos nesta terra são parte de uma família e têm um criador, portanto, ninguém tem o direito de forçar qualquer crença ou fé em outra. Menk acredita na divulgação gratuita da mensagem de paz, portanto, não possui direitos autorais e não cobra nenhum trabalho ou orientação social ou espiritual.

## Prêmios e reconhecimento
- Menk foi honrado com um doutorado honorário de orientação social pelo Aldersgate College, Filipinas, e pelo seu parceiro colaborador Aldersgate College - Dublin, Irlanda, em 16 de abril de 2016.[18]
- Prémios KSBEA 2015 - Prémio de Liderança Global em Orientação Social foi concedido pelo Cochin Herald.[19][20]

- Ele foi listado como um dos 500 muçulmanos mais influentes em 2014 e 2017[9][10]